# Seton Lake
Der Seton Lake ist ein See, der westlich von Lillooet in der kanadischen Provinz British Columbia liegt. 

## Lage
Er liegt auf einer Höhe von 243 m, ist 22 km lang und bedeckt eine Fläche von 26,2 km². Hauptzufluss ist der Seton River (ehemals Portage Creek), Hauptabfluss der Seton River, der in den Fraser River mündet. Am oberen Ende des Sees liegt Seton Portage an der Mündung des kurzen Seton Portage River, der den Anderson Lake mit dem Seton Lake verbindet. Auf diesem kleinen Landstück, welches durch einen Erdrutsch entstand, liegt auch der Seton Portage Historic Provincial Park.
An der Nordseite des Sees verläuft eine Eisenbahnlinie, die heute zu Canadian National Railways gehört. Am See lebt die Tsal'álh First Nation, die im offiziellen Sprachgebrauch Seton Lake Band heißt.

## Geschichte
Die ursprünglichen Bewohner der Seeregion werden in der Sprache der lokalen Binnen-Salish als Tsal'álh und T'it'q'et bezeichnet. Crown-Indigenous Relations and Northern Affairs Canada rechnet den Tsal'álh im April 2024 insgesamt 732 Menschen zu, davon lebten 269 in den eigenen Reservaten, weitere 104 in anderen Reservaten und die anderen außerhalb von Reservaten. Den T'it'q'et werden insgesamt 499 Menschen zugerechnet, davon 191 in den eigenen Reservaten, 24 in anderen Reservaten und 284 außerhalb von Reservaten. Die Reservate der Tsal'álh, sie leben hauptsächlich am See, liegen fast all am Westende des Sees und westlich davon, darunter als größtes Slosh 1 mit einer Fläche von 691,1 ha. Hinzu kommen fünf weitere, kleine und sehr kleine Gebiete, von denen eines am Ostende des Andersonsees liegt. Insgesamt sind haben die Reservate eine Fläche von 1878,9 ha. Die Reservate der T'it'q'et liegen hauptsächlich am Ostende des Sees sowie östlich/nordöstlich des Sees und am Fraser River, davon nur das kleine Seton Lake 5 direkt am See. Hinzu kommen sechs weitere Gebiete mit einer Gesamtfläche von 1497,8 ha.
Der Seton und der Anderson Lake waren ursprünglich ein zusammenhängender See, der jedoch durch einen Erdrutsch vor mindestens 8.000 Jahren geteilt wurde. Dabei entstand die Seton Portage, die für die Douglas Road, den Hauptzuwanderungsweg während des Fraser-Canyon-Goldrauschs der Jahre 1858 bis 1859 von großer Bedeutung war. Sollte das Gebiet zur Zeit des Erdrutsches bewohnt gewesen sein, so dürfte der Tsunami, den der Erdrutsch ausgelöst haben muss, jede Ansiedlung zerstört haben. 
Die Kultur der lokalen Indianer war stark von der der Küste geprägt, also von den zahlreichen Gruppen der Küsten-Salish. Der See war vor allem für die Lachsfischerei von großer Bedeutung, hing also von Fischen ab, die alljährlich den Fraser River aufwärts wanderten. Östlich des Sees fand man ein menschenförmiges (anthropomorphes) Objekt, das auf ein Alter von 1220 ±85 Jahre datiert werden konnte und vermutlich eine Rolle in Initiationsritualen spielte. Die Seton Lake site (EeRl 21), an der sich zahlreiche, schwer datierbare Piktogramme finden, ist ebenfalls stark von den Küsten-Salish beeinflusst und ist eine der größten Fundstätten dieser Art im Westen Kanadas. Von ähnlicher Bedeutung ist die Bridge River site, die bedeutendste ist die weiter ostwärts gelegene Keatley Creek site. Am Seton Lake lagen die Dörfer Slha7äs und Tsal’álh der späteren Tsal'álh First Nation. Die Lh7us (Slosh, sprich: Slaoosh) und Nquayt (Nkiat) bei Seton Portage gehören heute ebenfalls zu dieser auch Seton Lake First Nation genannten Gruppe, ebenso wie die Skeil und die Ohin.
Der erste Europäer in der Region war Francis Ermatinger von der Hudson’s Bay Company. Er ging 1827 von Fort Kamloops über den Peseline- oder Pasilico-See (heute Seton und Anderson Lakes) und über den Li-Li-What, auch Lillooet River genannt.
Alexander Caulfield Anderson (1814–1884), ebenfalls von der Hudson’s Bay Company, untersuchte 1846 die Gegend, um einen Pfad für die Pelzhändler von Fort Kamloops zum unteren Frasertal zu finden. Sie hätten damit den Fraser-Canyon umgehen können. 1858 erhielt er von Gouverneur James Douglas den Auftrag, eine Route vom Harrison Lake über die Seen der Region nach Lillooet ausfindig zu machen, die den Hauptzugang zu den Goldfeldern am oberen Fraser und im Cariboo-Gebiet darstellten (Cariboo-Goldrausch). Bei dieser Gelegenheit benannte er den Seton-See nach seinem verstorbenen Cousin Colonel Alexander Seton. Nach dem untergegangenen Schiff HMS Birkenhead, auf dem die Truppen eingeschifft waren die Seton kommandiert hatte, wurde die Verbindungsstraße Birkenhead Strait genannt. Die Douglas Road entstand ab 1858, doch kam sie schnell wieder außer Gebrauch, obwohl sie häufig ausgebessert und umgebaut wurde. Am Ende dieses Sees war man schon nahe an den ersten Goldgräberorten.  

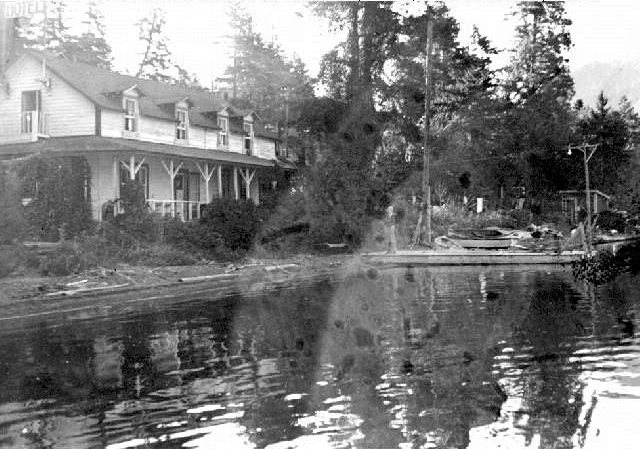
Haus in Shalalth, einem der Hauptorte der St'at'imc, unmittelbar am Seton Lake. Der Totempfahl wurde später zugunsten eines Wasserkraftwerks zerstört, im Zuge des Bridge River Power Projects stieg der Wasserspiegel deutlich an. Das Bild stammt von 1946, entstand also kurz vor dem Projekt.

Im Zuge der Eisenbahnbauten, die die atlantische mit der pazifischen Küste Kanadas verbinden sollten, entstand, um auch Nebenstrecken zu erschließen, die Pacific Great Eastern Railway, die auch den Seton Lake an seiner Nordseite passierte. Sie verband den Howe Sound nördlich von Vancouver am Pazifik mit Prince George, wo die Bahn nach rund 750 km ankommen sollte. Unterhalb des Sees sorgten bereits 1885 ein erster großer Erdrutsch, ausgelöst durch die Gleisbauarbeiten, für eine Verengung des Flusses. Weitere große Erdrutsche, wie 1913 und 1914 verhinderten erstmals Lachswanderungen. Die Zahl der Lachse war durch die 1863 in der Provinz einsetzende Fischindustrie, die in den 1890er Jahren ihren Höhepunkt erreichte, bereits rückläufig. Bis 1915 wurde am Seton Lake eine eigene Fischindustrie betrieben, die jedoch mangels wandernder Lachse aufgegeben werden musste, obwohl bereits 1911 Schutz- und Hilfsmaßnahmen einsetzten. Ein nochmaliger Erdrutsch im Jahr 1941 veranlasste die International Pacific Salmon Fisheries Commission, auf beiden Seiten des Flusses Fischtreppen und -durchgänge zu bauen. 
Der Wasserspiegel des natürlichen Sees wurde durch das Bridge River Power Project – Stromgeneratoren befinden sich am Nordufer am oberen Ende des Sees bei Shalalth – gehoben. Durch die dazu durchgeführte Umleitung des Bridge River, der ursprünglich bei Lillooet in den Fraser mündete, in den See verfärbte sich der Seton Lake von blau zu grau-grün. Der Umleitung des Flusses dienen der La Joie- und der Terzaghi-Damm. 1948 wurde der 1946 begonnene Mission-Damm fertiggestellt, im gleichen Jahr begann der Bau des La Joie-Damms am nordwestlich gelegenen Abschnitt des Bridge River. Der Mission-Damm nördlich des Seton Lake wurde 1960 zu einem Teil des neuen Terzaghi-Damms, der seinen Namen 1965 erhielt. Trotz Warnungen wurden für die Lachse keine Lachstreppen vorgesehen. Dies wiederum entzog den oberhalb des Damms lebenden Bären eines ihrer wichtigsten Nahrungsmittel.
Unterhalb des Seton Lake entstand am Seton River ein weiterer Staudamm, der 1956 fertiggestellt wurde. Dieser Damm hob den Wasserspiegel des Seton Lake um weitere 2 m. Der Seton Dam besitzt eine Kronenlänge von 130 m und eine Höhe von 7,6 m. Ein 3700 m langer Kraftwerkskanal, der Seton Canal, führt auf Tagesbasis maximal 143 m³/s dem Kraftwerk zu. Dieses besitzt eine einzelne Francis-Turbine mit einer Leistung von 42 MW.
1913 wurde die Pacific Great Eastern Railway mitten durch das Gebiet gebaut. Dort wo heute Shalalth und Seton Portage liegen, wurde der beste Boden konfisziert; gleichzeitig gingen Lachs- und Wildbestände zurück. Chief Peters beschwerte sich 1914 darüber, dass außerhalb der Reservate alle Fische und alles Wild verschwunden waren, so dass auch den Salish ein Überleben kaum noch möglich war. Ihr Traditionelles Territorium diente der Versorgung der Bahn und der neu entstehenden Orte. Den ansässigen Indianern, die noch bis in die 1950er Jahre Landwirtschaft betrieben, wurden durch das kanadische Schulsystem, das die Kinder zwang in internatartige Schulen, die Residential Schools, zu gehen, die kulturellen Grundlagen entzogen, ihre Sprache vernichtet. Erst mit der Auflösung dieser Schulen, in denen zahlreiche Kinder brutale Übergriffe erlitten, die noch immer Gerichte beschäftigen, entstand in den 70er Jahren eine eigene Schule, die Seton Lake Band School. Seit einigen Jahren wird darüber hinaus die verloren gegangene Landwirtschaft mit Hilfe des Western Canada Wilderness Committee auf Wunsch der Älteren in der Gemeinde von Seton Portage wieder eingeführt. 2007 einigten sich die Seton-Lake-Salish mit der Regierung von British Columbia auf die Rückgabe von Land, das ihnen durch die McKenna-McBride-Kommission in den Jahren 1913 bis 1914 entzogen worden war. Seit den 80er Jahren wehren sich die Seton-Lake-Bewohner gegen weitere Abholzungen. So blockierten sie 1998 die Holzfäller der Ainsworth Lumber Company.